# Jerusalem Open House
La Jerusalem Open House for Pride and Tolerance (J.O.H., en hebreo: הבית הפתוח בירושלים לגאווה ולסובלנות‎ HaBayit HaPatuach, "Open House") es una organización activista de base de lesbianas, gais, bisexuales y transgénero y simpatizantes con base en Jerusalem, Israel.
Desde 1997, JOH ha animado la promoción de servicios directos para la comunidad LGBT en la ciudad de Jerusalem para asegurar sus derechos en la sociedad israelí como objetivo a largo plazo.
La asociación quiere tender un puente entre espacios políticos, étnicos y religiosos para construir y unir una comunidad con el objetivo común de la tolerancia y el apoyo mutuo.
Su presupuesto deriva de donaciones privadas, una fundación y apoyo federativo, así como de las afiliaciones, pero no recibe ayuda municipal, gubernamental o de esponsors comerciales.

## Misión
- Apoyo a la comunidad: Para proveer servicios de apoyo a la comunidad LGTB
- Abogacía de Derechos Humanos: Para conseguir cambios sociales en temas relacionados con la comunidad LGTB.

## Jerusalem Pride Parade
Desde el primer marzo por el orgullo y la tolerancia en 2002, el Jerusalem Pride Amor sin fronteras, se ha convertido en un evento esperado en la ciudad cada año que atrae socios y apoyo, siendo una de las manifestaciones que más participantes atrae en la ciudad.